# Mečislovas
Mečislovas ist ein litauischer männlicher Vorname. Er entspricht dem polnischen Mieczysław.

## Formen
- Mečislavas
- Verkürzungen: Mečius, Mečys

## Namenstag
- 1. Januar[1]

## Personen
- Mečislovas Reinys (1884–1953), Weihbischof in Vilnius, Außenminister
- Mečislovas Gedvilas (1901–1981), sowjetlitauischer Politiker
- Mečislovas Treinys (1941–2008), Politiker, Seimas-Mitglied
- Mečislovas Zasčiurinskas (* 1946), Politiker, Seimas-Mitglied
- Mečislovas Vaičys (1929–2018), Forstwissenschaftler und Bodenkundler